# Brandon Moss
Brandon Douglas Moss, ameriški bejzbolist, * 16. september 1983, Loganville, Georgija, ZDA.
Moss je poklicni igralec prve baze in zunanjega polja ter trenutno član ekipe St. Louis Cardinals.

## Srednješolska kariera
V svojem rodnem kraju je obiskoval srednjo šolo Loganville High School.

## Poklicna kariera

### Boston Red Sox
Moss je bil izbran v 8. krogu naboral lige MLB leta 2002 s strani ekipe iz Bostona. Ob trenutku izbire je bil 18-letni igralec notranjega polja in metalec, a se je kasneje premaknil bolj v zunanje polje. 
Moss je hitro plezal po lestvi nižjih podružnic. Začel je z ekipo Gulf Coast Red Sox, nato pa svoje dneve preživljal še v Lowellu, Augusti in Sarasoti. Leto 2005 je preživel v Portlandu na stopnji Double-A, v letu 2006 pa je igral za ekipo Pawtucket Red Sox na stopnji Triple-A.
6. avgusta 2007 je bil ob odsotnosti Erica Hinskeja zaradi smrti v družini vpoklican v ligo MLB.  Na svoji prvi tekmi je odbil tudi svoj prvi udarec v polje in kasneje še tek. Pri obeh je bil na metalskem gričku Scot Shields, metalec ekipe Los Angeles Angels of Anaheim. Kasneje v tekmi je bil, z izenačujočim tekom na bazi in z le še eno izločitvijo do poraza, izločen z udarci s strani Francisca Rodrigueza, takratnega zaključevalca ekipe, ki je nedavno nastopil na Tekmi vseh zvezd, in s tem končal tekmo. Ko se je Hinske 10. avgusta vrnil, je bil Moss poslan nazaj v Pawtucket. 1. septembra, ko se seznami dejavnih igralcev ekip v ligi MLB razširijo na 40 mož, je bil Moss vpoklican nazaj v ligo MLB. 
Svoj prvi tek je domov poslal 26. septembra, na tekmi proti svoji kasnejši ekipi, Oakland Athletics.
25. marca 2008 je ob Dnevu odprtja lige MLB na Japonskem, ki se je odvijala na stadionu Tokyo Dome v Tokiu, Moss v zadnjem trenutku bil imenovan v začetno postavo kot igralec desnega polja, saj J.D. Drew ni mogel igrati zaradi bolečin v spodnjem delu hrbta.  Med to tekmo je odbil svoj prvi domači tek, ki je v 9. menjavi izenačil tekmo. Dovolil mu ga je Huston Street, zaključevalec ekipe iz Oaklanda. Po 10. menjavah jo je njegova ekipa zmagala s skupnim izidom 6:5. 
Po tem, ko je z ekipo igral na uvodnih dveh tekmah sezone, je bil 26. marca Moss poslan nazaj v Pawtucket na stopnjo Triple-A. 
29. aprila je bil Moss ponovno vpoklican v ligo MLB in je 3. maja imel odbijalsko povprečje 0,286, a je bil nato po bolečinah v slepiču prepeljan v bolnišnico, kjer je imel urgentno operacijo slepiča. 

### Pittsburgh Pirates
31. julija je bil Moss skupaj z metalcem Craigom Hansenom poslan k ekipi Pittsburgh Pirates. Menjava je vključevala tri ekipe, kot del nje je  Manny Ramirez odšel k ekipi Los Angeles Dodgers, Jason Bay pa v Boston. Moss je takoj vstopil v vlogo začetnega igralca levega zunanjega polja, kjer je nadomestil Baya, kasneje pa je bil premeščen na desno zunanje polje.
Na prej omenjenem položaju je tudi začel tekmo ob Dnevu odprtja leta 2009, a jo je kasneje, po tem, ko sta dobre predstave prikazovala Delwyn Young in Garret Jones, to vlogo izgubil. Zatem je nastopal predvsem kot odbijalec s klopi, občasno je bil tudi v začetni postavi. Leto 2009 je končal z 20 udarci v polje za dve bazi, štirimi za tri baze, sedmimi domačimi teki, 41 domov poslanimi teki ter ukradeno bazo. V 385-ih odbijalskih nastopih je odbijal s povprečjem 0,236. 
Po tem, ko je na spomladanskem uigravanju leta 2010 odbijal s povprečjem 0,081, je bil 29. marca pogojno odpuščen. Ker ga nihče ni terjal, je bil poslan v Indianapolis, podružnico ekipe iz Pittsburgha na stopnji Triple-A. 

### Philadelphia Phillies
Sezono 2011 je preživel v nižjih podružnicah ekipe iz Filadelfije, 16. septembra 2011 pa je bil iz stopnje Triple-A v Lehigh Valley vpoklican v ligo MLB. 18. oktobra je postal prosti igralec.

### Oakland Athletics
1. decembra 2011 je podpisal pogodbo z nižjimi podružnicami ekipe Oakland Athletics. 6. junija je bil vpoklican v ligo MLB, v kateri je začel izvrstno: na svojih prvih štirih tekmah je odbil pet domačih tekov. Ironično je v svojih prejšnjih štirih letih imel enak izkupiček.

## Zasebno življenje
Moss je daljni sorodnik country glasbenika Alana Jacksona. in ima še mlajši sestri Lindsey in Ashley ter brata Ethana. Skupaj s svojo ženo Ali sta leta 2009 dobila svojega prvega otroka, Jayden. 